# 前210年
| 千纪： | 前1千纪 |
| 世纪： | 前4世纪 \| 前3世纪 \| 前2世纪                                                                                         |
| 年代： | 前240年代 \| 前230年代 \| 前220年代 \| 前210年代 \| 前200年代 \| 前190年代 \| 前180年代                               |
| 年份： | 前215年 \| 前214年 \| 前213年 \| 前212年 \| 前211年 \| 前210年 \| 前209年 \| 前208年 \| 前207年 \| 前206年 \| 前205年 |
| 纪年： | 秦始皇三十七年；衛君角三十二年                                                                                        |

## 大事记

### 中國
- 始皇隊伍途經雲夢、九疑山，浮江下，觀藉柯，渡海渚，過丹楊，至錢唐，到達浙江。上會稽，祭大禹，望於南海；立石頌德。還，過吳，從江乘渡。北至琅邪、罘。在平原津生病。[1]
- 沙丘之變。始皇病重，乃令中軍府令行符璽事趙高為書賜扶蘇曰：「與喪，會咸陽而葬。」書已封，趙高卻沒有交予使者。秋七月丙寅，始皇崩於沙丘平台（今河北省廣宗縣內）。丞相李斯恐諸公子及天下有變，乃秘不發喪，只有胡亥、趙高及幸宦者五六人知道。[1]
- 趙高遊說胡亥，請詐以始皇命誅扶蘇而立胡亥為太子，胡亥同意。趙高與丞相李斯合謀，詐為受始皇詔，立胡亥為太子。更為書賜死扶蘇及蒙恬。扶蘇自殺，蒙恬不肯死，使者把他收押。胡亥返回咸陽後，為始皇發喪。胡亥襲位，是為秦二世。[1]
- 九月，葬始皇於驪山。[1]
- 秦二世殺蒙恬、蒙毅兄弟。[1]

### 罗马
- 罗马收复西西里。

## 逝世
- 秦始皇嬴政（前259年出生）。
- 扶苏, 秦始皇的长子。
- 蒙恬、蒙毅兄弟。